# Enciclopinos
Enciclopinos (Encyclopini) é uma tribo monotípica de cerambicídeos da subfamília Lepturinae.

## Gênero
- Encyclops Newman, 1838